# Filograna implexa
Filograna implexa é uma espécie de anelídeo pertencente à família Serpulidae.
A autoridade científica da espécie é Berkeley, tendo sido descrita no ano de 1835.
Trata-se de uma espécie presente no território português, incluindo a sua zona económica exclusiva.